# Trutören (norr om Norrskat, Korsholm)
Trutören är en ö i Finland. Den ligger i Norra kvarken norr om Norrskat i kommunen Korsholm i den ekonomiska regionen  Vasa i landskapet Österbotten, i den västra delen av landet. Ön ligger omkring 32 kilometer norr om Vasa och omkring 400 kilometer norr om Helsingfors.
Öns area är 14,2 hektar och dess största längd är 0,8 kilometer i sydöst-nordvästlig riktning.